# Björn (namn)

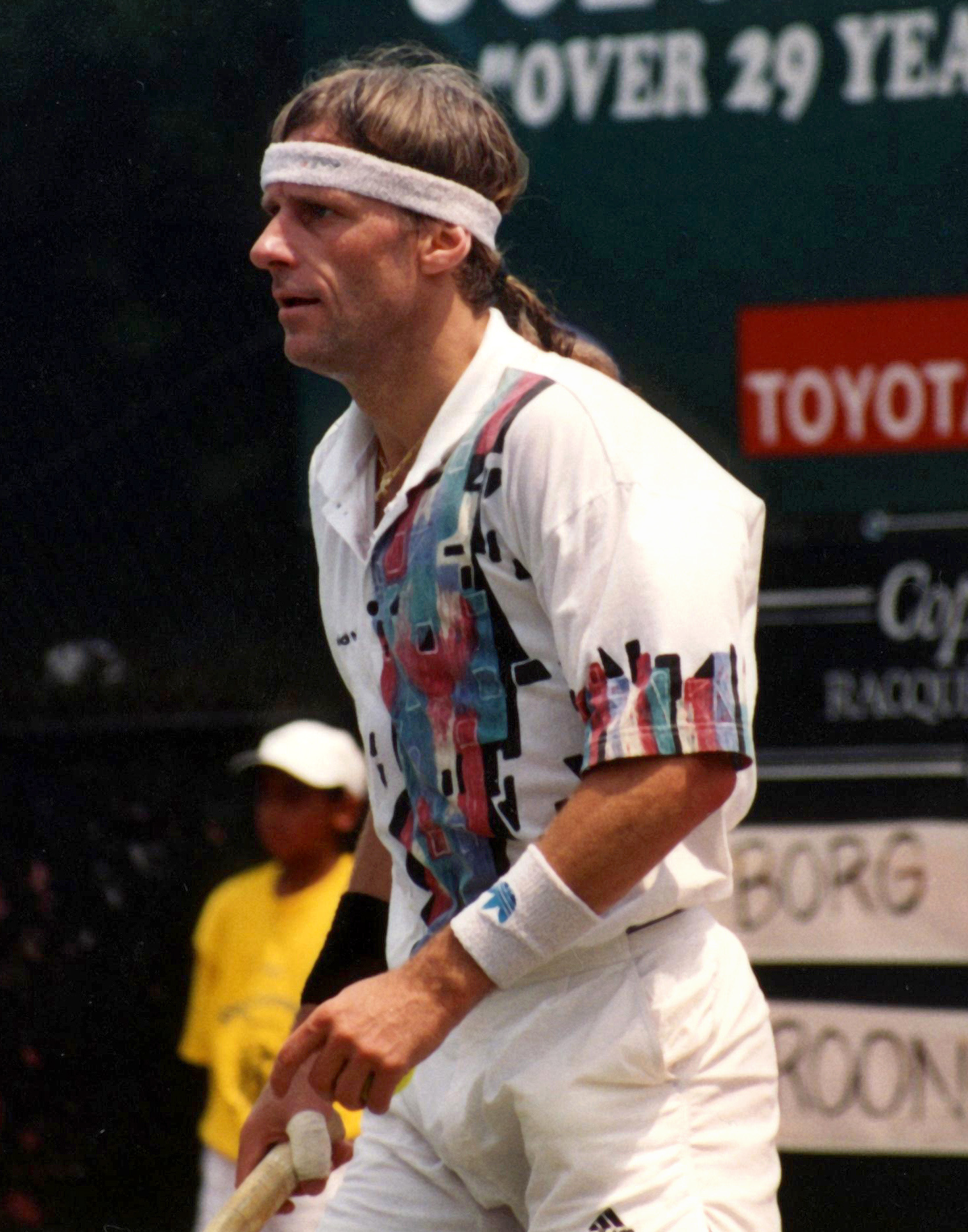
Svenske tennismästaren Björn Borg.

Björn (Bjørn på norska och danska), även stavat Biörn, är ett förnamn, och ett efternamn, känt sedan vikingatiden. Det har latiniserast till Biornus och till Bero. Namnet förekommer på en runinskrift från 1000-talet på en sten i Sanda, Södermanland: "Trodrun reste stenen efter sin fader, Björn i Sanda".
Björn började bli populärt som förnamn på 1940-talet och nådde en kulmen på 1970-talet. Den 31 december 2019 fanns det totalt 61 486 personer i Sverige med Björn som förnamn, varav 34 983 med det som tilltalsnamn, inklusive två kvinnor. 1 779 personer hade det som efternamn. 
År 2014 fick 56 pojkar Björn som tilltalsnamn.
Namnsdag: i Sverige 18 juni. I den finlandssvenska namnsdagslängden har Björn namnsdag 11 oktober sedan starten 1929, då en egen namnsdagskalender togs i bruk för finlandssvenskar.

## Personer med efternamnet Björn
- Acton Bjørn (1910–1992), dansk produktdesigner
- Carl Björn (1823–1888), svensk trädgårdsmästare och politiker
- Claus Bjørn (1944–2005), dansk historiker
- Didrik Gabriel Björn (1757–1810), svensk dramatiker och skådespelare
- Einar Björn (1900–1990), svensk konstnär
- Evert Björn (1888–1974), svensk medeldistanslöpare och idrottsledare
- Fritz Björn (1890–1976), svensk konstnär och folkskollärare
- Hans Björn (född 1947), svensk konstnär
- Henrik Björn (född 1973), svensk regissör och manusförfattare
- Karl Fredrik Björn (1855–1915), svensk donator
- Lars Olof Björn (född 1936), svensk botanist, professor
- Lasse Björn (1931–2024), svensk ishockeyspelare
- Malene Bjørn (1914–2016), dansk-svensk formgivare och inredningsarkitekt
- Marie Christine Björn (1763–1837), dansk balettdansare och skådespelare
- Michèle Bjørn-Andersen (född 1954), dansk skådespelare
- Nathalie Björn (född 1997), svensk fotbollsspelare
- Thomas Bjørn (född 1971), dansk golfspelare

## Personer med förnamnet Björn eller Biörn

### Forntida och medeltida personer samt islänningar
Namnen är sorterade efter efternamnet. 
- Björn (kung) (800-talet), kung i Birka vid Ansgars besök
- Helge Björn (död 1309), kyrkoherde i Klockrike, lokalt betraktad som helgon
- Bjørn Farmann (895–927), kung i Vestfold, Norge
- Björn Finnvidsson (1000-talet), bonde i Uppland, nämnd på runsten
- Björn Halldórsson (1724–1794), isländsk präst, ekonomisk författare och lexikograf
- Björn Haraldsson Järnsida (död 1134), dansk prins
- Björn Jónsson (1846–1912), isländsk statsminister
- Björn Järnsida (800-talet), Svensk sagokung, son till Ragnar Lodbrok
- Björn krepphendi (1000-talet), isländsk furstelovskald
- Björn Kristjánsson (1858–1939), isländsk politiker
- Björn Näf (1200-talet), svensk riddare
- Björn Sjökonung (aktiv på 850-talet), vikingahövding i nuvarande Frankrike
- Björn Skeppare (1440-talet–1504), skeppare, köpman och borgare i Stockholm
- Björn Þórðarson (1879–1963), isländsk statsminister

#### Med namnet latiniserat
- Bero (Björn) (död 1258), biskop i Åbo
- Bero Magni de Ludosia (Björn Månsson/Magnusson från Lödöse) (omkring 1409–1465), universitetslärare, utnämnd till biskop i Skara

### Personer från nyare tid, sorteras efter efternamnet
- Björn Afzelius, musiker
- Björn Ahlander, journalist, radioreporter
- Björn Ahlgrensson, konstnär
- Björn Ambrosiani, arkeolog
- Björn Andersson, fotbollsspelare
- Björn "Lurch" Andersson, handbollsspelare
- Björn Asker, operasångare
- Björn Axén, hovfrisör
- Björn Bengtsson, skådespelare
- Björn Berg, konstnär
- Björn Berg, beachvolleyspelare
- Björn Borg, simmare, bragdmedaljör
- Björn Borg, tennisspelare, bragdmedaljör
- Björn Carlsson, fotbollsspelare
- Björn "Lill-Garvis" Carlsson, fotbollsspelare
- Björn Collarp, svensk författare
- Björn Collinder, språkforskare
- Bjørn Dæhlie, norsk längdskidåkare
- Björn Elmbrant, journalist, författare
- Björn Engholm (född 1939), svensk bandy- och fotbollsspelare
- Björn Engholm (född 1939), tysk politiker
- Björn Eriksson, rikspolischef och landshövding
- Björn von der Esch, politiker
- Björn Ferm, modern femkampare, OS-guld 1968
- Björn Ferry, skidskytt, OS-guld 2010
- Biörn Fjärstedt, biskop
- Björn Fontander, författare
- Björn Fries, politiker
- Björn Gedda, skådespelare
- Björn Gelotte, musiker
- Björn Goop, tävlingsryttare
- Björn Granath, skådespelare
- Björn Gustafson, skådespelare
- Björn Gustafsson, komiker
- Björn Hellberg, tennisorakel och deckarförfattare
- Björn Holmgren, koreograf
- Björn Håkanson, författare
- Björn-Erik Höijer, författare
- Björn Isfält, kompositör och musiker
- Björn Jensen, spion
- Björn Jilsén, handbollsspelare
- Björn Johansson, cyklist
- Björn Johansson, entreprenör
- Björn Johansson, längdhoppare
- Björn Johansson, musiklärare och dirigent
- Björn Johansson, tonsättare (1913–1983)
- Björn Johansson, trubadur
- Björn Johansson Boklund, skådespelare
- Björn "Böna" Johansson, ishockeyspelare (1950)
- Björn "Butta" Johansson, fotbolls- och bandyspelare
- Björn "Nalle" Johansson, ishockeyspelare (1956)
- Björn Jordell, riksarkivarie
- Björn af Kleen, författare
- Björn Knutsson, speedwayåkare
- Björn Kumm, journalist
- John de Sohn (Björn Johnsson), discjockey
- Björn Kjellman, skådespelare
- Björn Landström, författare
- Björn Lind, längdskidåkare, olympisk guldmedaljör
- Björn J:son Lindh, musiker och kompositör
- Björn Lundvall (1877–1960), svensk jurist och ämbetsman
- Björn Lundvall (1920–1980), svensk ingenjör och företagsledare
- Björn Malmroos, friidrottare
- Björn Molin, politiker, landshövding
- Björn O. Nilsson, biolog, landshövding, medeldistanslöpare
- Björn Nordqvist, fotbollsspelare
- Björn Otto, tysk friidrottare
- Björn Palmqvist, ishockeyspelare
- Björn Prytz, industriman, envoyé i London under andra världskriget
- Björn Ranelid, författare
- Björn Rosengren, politiker, fackföreningsman, statsråd, landshövding
- Björn Rosenström, musiker
- Björn Runge, regissör
- Björn B Sandström, överstelöjtnant och författare
- Björn Skifs, sångare
- Björn Ståbi, fiolspelman
- Björn Svedberg, civilingenjör, företagsledare
- Björn von Sydow, politiker (S), statsråd och talman
- Björn Söder, politiker (SD)
- Björn Söderberg, syndikalist
- Björn Tell, överbibliotekarie
- Björn Thofelt, modern femkampare
- Björn Þorleifsson, isländsk biskop
- Bjørn Tidmand, dansk popsångare
- Björn Ulvaeus, musiker
- Björn Wahlroos, finlandssvensk finansman och investerare
- Björn Wahlström, företagsledare
- Björn Waldegård, rallyförare
- Björn Wallde, skådespelare och ståupp-komiker
- Björn Westerblad, fotbollsspelare
- Björn Wirdheim, racerförare
- Bjørn Wirkola, norsk backhoppare

### Fiktiva personer med namnet Björn
- Björn, Frithiofs vän och stridskamrat i Esaias Tegnérs diktcykel Frithiofs saga från 1825.[6]
- Björn Persson, pojken i Åke Wassings självbiografiska romantrilogi som inleddes med Dödgrävarens pojke från 1958.[7]
- Björn "Björna" Zetterström, person i Anders Jacobssons och Sören Olssons ungdomsbokserie om Bert
- Björne, en talade teddybjörn som hade huvudrollen i barn-tv-programmet Björnes magasin